# Siegfried Widera
Siegfried Widera (ur. 12 lutego 1941 na Śląsku, zm. 8 września 1963 w Berlinie) – żołnierz wojsk granicznych NRD raniony śmiertelnie podczas służby przez uciekinierów chcących przedostać się do Berlina Zachodniego i zaliczany w związku z tymi okolicznościami do ofiar śmiertelnych Muru Berlińskiego.

## Życiorys
Po ukończeniu nauki zawodu tokarza, w 1960 r. zgłosił się ochotniczo do służby w wojskach granicznych. W 1963 r. ożenił się, w momencie jego śmierci żona oczekiwała ich pierwszego dziecka.
23 sierpnia 1963 r. wraz z innym wartownikiem patrolował okolice muru w pobliżu mostu Massantebrücke. W bezpośrednim sąsiedztwie umocnień granicznych odbywały się prace budowlane. Jeszcze po zakończeniu robót o godzinie 19:00 na placu pozostało trzech uwijających się przy koparce robotników, którzy niepozornie wdali się w rozmowę z żołnierzami. W jej przebiegu nieoczekiwanie zaatakowali tychże żelaznymi sztabami, po czym rzuciwszy się do ucieczki w kierunku zablokowanego mostu, przeskoczyli mur i zdołali przedostać się na stronę zachodnią. Drugi z żołnierzy otworzył ogień do uciekających. Siegfried Widera doznał złamania podstawy czaszki i został natychmiast przetransportowany do szpitala miejskiego dzielnicy Köpenick, gdzie 15 dni później zmarł. Pochowany został z wojskowymi honorami na cmentarzu w Gorenzen.

## Reakcje i następstwa
Wydarzenie natrafiło w dwóch państwach niemieckich na podzielone interpretacje. Podczas gdy zachodnioniemieckie media donosiły o wyrafinowanej próbie ucieczki, środki masowego przekazu NRD – w tym m.in. naczelny organ prasowy Neues Deutschland – stworzyły legendę o tzw. grupie Girrmana, odpowiedzialnej za morderstwa żołnierzy NRD, do których należeć mieli również m.in. uśmierceni wcześniej podczas pełnienia służby Jörgen Schmidtchen, Peter Göring czy Reinhold Huhn. Rzeczywiste istnienie rzekomej organizacji nie zostało jednak udowodnione, w kręgach dowództwa wojsk granicznych skrytykowano natomiast postępowanie obu żołnierzy, zarzucając im nieostrożność oraz zbytnią ufność do obcych podczas pełnienia służby. Nazwisko Widery umieszczone zostało w miejscu pamięci ku czci zabitych żołnierzy służb granicznych.
Po doniesieniach prasowych w związku z pogrzebem Widery, prokuratura w Berlinie Zachodnim wszczęła dochodzenie przeciwko trzem uciekinierom, które umorzono jednak w 1969 r. Do wznowienia postępowania doszło w 1994 r., prowadząc je tym razem przeciwko drugiemu z żołnierzy, który strzelał do uciekających. Jako że w związku z odniesionymi w wyniku pobicia obrażeniami, w momencie oddania strzałów nie znajdował się on w stanie pełnej świadomości, jeszcze w tym samym roku zaprzestano dalszych procedur i ostatecznie postępowanie umorzono.